# Hanna Maliar
Hanna Vassylivna Maliar (en ukrainien : Ганна Василівна Маляр), née le 28 juillet 1978 à Kiev (RSS d'Ukraine), est une femme politique ukrainienne. Elle est vice-ministre de la Défense de 2021 à 2023 dans le gouvernement Chmyhal.

## Biographie
Hanna Maliar naît à Kiev, alors que l'Ukraine est une République socialiste intégrée à l'Union soviétique. Elle est diplômée de l'Institut international de linguistique et de droit de Kiev en 2000. Elle devient par la suite enseignante dans cet établissement. Elle est autorisée à pratiquer le droit en 2007.
Elle est nommée vice-ministre de la Défense le 4 août 2021,.

## Vice-ministre de la Défense
Au cours du quatrième mois de l'invasion russe de l'Ukraine en 2022, elle déclare que les forces et la puissance de feu de la Russie dépassent celles de l'Ukraine d'un facteur dix,. En mai, elle affirme que la Russie « réserve un traitement inhumain et violent aux soldats ukrainiens ».
Début juillet 2022, elle estime qu'il n'est pas nécessaire de mettre en place une conscription féminine et qu'environ 1 000 femmes se sont volontairement engagées militairement à ce jour. Considérant que « les femmes ont la possibilité de s’épanouir dans une carrière militaire au même titre que les hommes », elle recense en avril 2023 41 000 femmes dans l'armée, dont 5 000 combattantes.
Elle est limogée le 18 septembre 2023 avec cinq autres vice-ministres, à la suite de la nomination du nouveau ministre de la Défense Roustem Oumierov, en remplacement de Oleksiy Reznikov.

## Vie privée
Hanna Maliar est mariée et mère d'un fils.